# Monte Colombo
Monte Colombo là một đô thị của tỉnh Rimini ở vùng Emilia-Romagna, có vị trí khoảng 120 km về phía đông nam của Bologna và khoảng 15 km về phía nam của Rimini. Tại thời điểm ngày 31 tháng 12 năm 2004, đô thị này có 2.176 người và diện tích là 11,9 km².

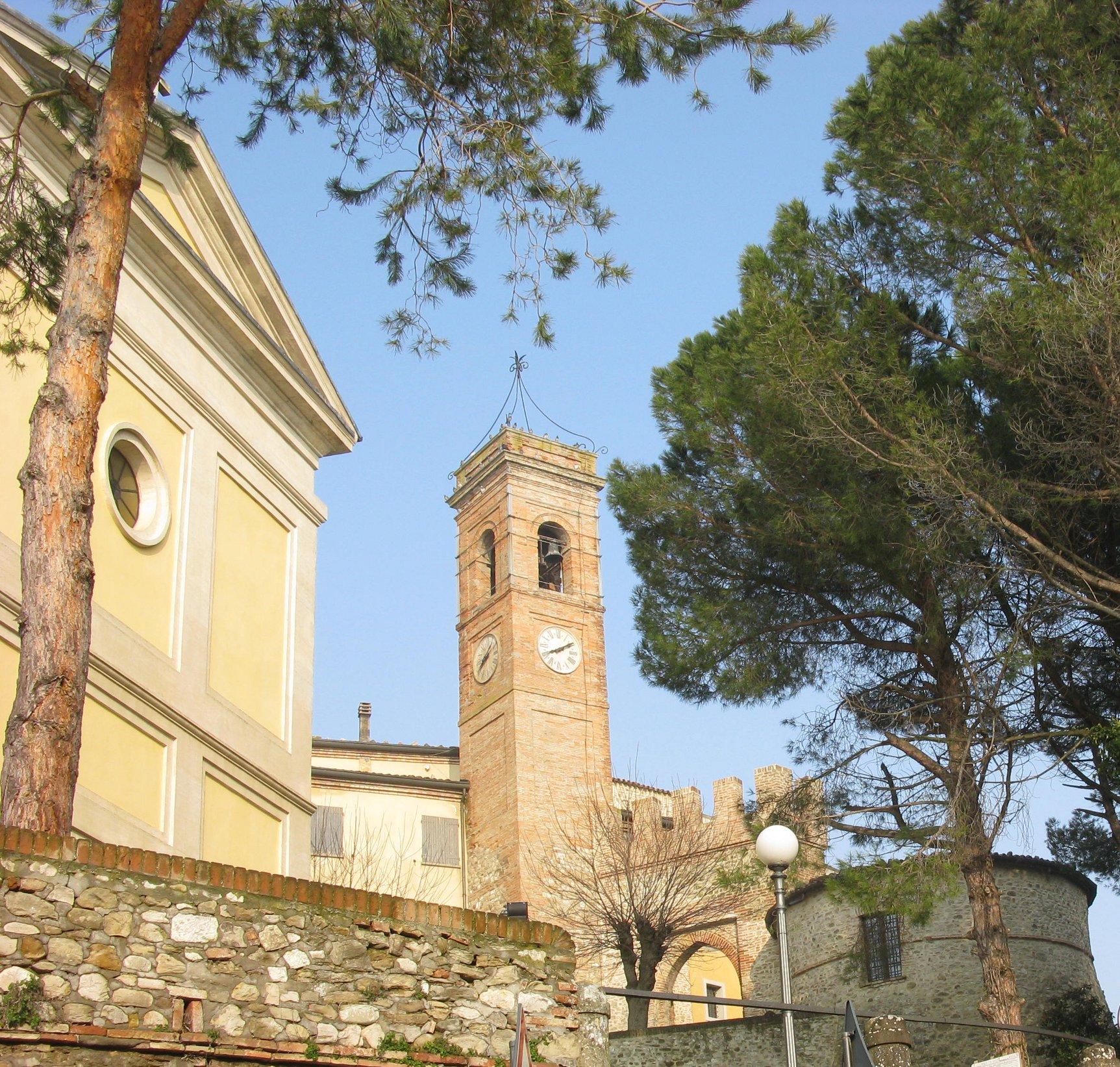
Monte Colombo

Monte Colombo giáp các đô thị: Coriano, Gemmano, Montescudo, San Clemente.